# Monte Darnley
El monte Darnley es una montaña ubicada en la isla Blanco, en las islas Sandwich del Sur. Se encuentra en el centro-sur de la isla elevándose hasta los 1100 m s. n. m., siendo la mayor elevación de la isla. La Dirección de Sistemas de Información Geográfica de la provincia de Tierra del Fuego cita el monte en las coordenadas 59°01′50″S 26°35′48″O / -59.03056, -26.59667.

## Historia
Fue nombrado en 1930 por el personal británico de Investigaciones Discovery a bordo del RRS Discovery II en honor a  E. R. Darnley, miembro del Colonial Office.
La isla nunca fue habitada ni ocupada, y como el resto de las Sandwich del Sur es reclamada por el Reino Unido que la hace parte del territorio británico de ultramar de las Islas Georgias del Sur y Sandwich del Sur, y por la República Argentina, que la hace parte del departamento Islas del Atlántico Sur dentro de la provincia de Tierra del Fuego, Antártida e Islas del Atlántico Sur.